# Helmut Steinberger
Helmut Steinberger (* 18. Dezember 1931 in München; † 6. Juli 2014) war ein deutscher Jurist und Völkerrechtswissenschaftler. Von 1975 bis 1987 war er Richter des Bundesverfassungsgerichts, ab 1995 Richter am Schiedsgerichtshof der OSZE, zu dessen Vizepräsident er 2001 gewählt wurde.

## Leben
Steinberger wuchs in Palling und Mannheim auf, nach dem Abitur am Chiemgau-Gymnasium Traunstein studierte er an der Ludwig-Maximilians-Universität München als Hundhammer-Stipendiat zuerst Wirtschafts- später Rechtswissenschaft. Er wechselte während des Studiums an die Universität Heidelberg und nach dem 1. Staatsexamen 1958/59 für einen Forschungsaufenthalt als Forschungsassistenz am Institute of International and Foreign Trade Law, Georgetown Law Center an die Georgetown University in Washington, D.C.
Nach Beendigung seiner juristischen Ausbildung mit dem zweiten Staatsexamen 1961 wurde Steinberger 1963 an der Universität Heidelberg promoviert. Neben einer Tätigkeit am Max-Planck-Institut für ausländisches öffentliches Recht und Völkerrecht und nach weiterem Forschungsaufenthalt in Washington, D.C. folgte im Jahr 1971 die Habilitation für die Fächer Deutsches und ausländisches Öffentliches Recht, Völkerrecht und Rechtsphilosophie. In der Folge nahm Steinberger einen Ruf auf eine Professur an die Universität Mannheim an, wo er von 1974 bis 1975 das Amt des Dekans der Juristischen Fakultät bekleidete.
Von 1973 bis 1975 war Steinberger Mitglied des völkerrechtswissenschaftlichen Beirats des Auswärtigen Amtes. Steinberger war von 1981 bis 1987 „Auswärtiges Wissenschaftliches Mitglied“ am Heidelberger MPI für ausländisches und öffentliches Recht und Völkerrecht, von 1987 bis zu seiner Emeritierung 1997 war er „Wissenschaftliches Mitglied“ der MPG und Direktor an diesem Institut.
Steinberger wurde 1975 auf Vorschlag von CDU und CSU vom Bundesrat in den 2. Senat des Bundesverfassungsgerichts gewählt, wo er bedeutsame Entscheidungen auf dem Gebiet des Europa- und Völkerrechts mitprägte, wichtig etwa der Solange-II-Beschluss, die Entscheidung zum NATO-Doppelbeschluss oder die Anerkennung der Entscheidungen des EGMR für die Auslegung der Grundrechte des Grundgesetzes.
Steinberger war Mitglied des American Law Institutes.
Nach Beendigung seiner Amtszeit am Bundesverfassungsgericht wurde Steinberger Ordinarius für Öffentliches Recht und Völkerrecht an der Universität Heidelberg. Vorgänger auf seiner Planstelle am Bundesverfassungsgericht war Walter Seuffert, sein Nachfolger Paul Kirchhof.
2001 wurde er zum Vizepräsidenten des Schiedsgerichtshofs der OSZE berufen.
1987 wurde Helmut Steinberger mit dem Großen Verdienstkreuz mit Stern und Schulterband des Verdienstordens der Bundesrepublik Deutschland ausgezeichnet.

## Schriften (Auswahl)
- GATT und regionale Wirtschaftszusammenschlüsse. Eine Untersuchung der Rechtsgrundsätze des Allgemeinen Zoll- und Handelsabkommens vom 30. Oktober 1947 (GATT) über die Bildung regionaler Wirtschaftszusammenschlüsse (= Beiträge zum ausländischen öffentlichen Recht und Völkerrecht, Bd. 41). Heymann, Köln 1963 (Dissertation Universität Heidelberg).
- Völkerrechtliche Aspekte des deutsch-sowjetischen Vertragswerks vom 12. August 1970. In: Zeitschrift für ausländisches öffentliches Recht und Völkerrecht, Bd. 31 (1971), S. 64–161.
- Konzeption und Grenze freiheitlicher Demokratie. Dargestellt am Beispiel des Verfassungsdenkens in den Vereinigten Staaten von Amerika und des amerikanischen Antisubversionsrechts (= Beiträge zum ausländischen öffentlichen Recht und Völkerrecht, Bd. 60). Springer, Berlin 1974, ISBN 3-540-06390-0.
- Zum Wertproblem in der Sozialphilosophie. Empirisch-pragmatische Holzwege. In: Gerhard Leibholz (Hrsg.): Menschenwürde und freiheitliche Rechtsordnung. Festschrift für Willi Geiger zum 65. Geburtstag. Mohr, Tübingen 1974, S. 243–258, ISBN 3-16-636162-6.
- 200 Jahre amerikanische Bundesverfassung. Zu Einflüssen des amerikanischen Verfassungsrechts auf die deutsche Verfassungsentwicklung (= Schriftenreihe der Juristischen Gesellschaft zu Berlin, Bd. 103). De Gruyter, Berlin 1987, ISBN 3-11-011209-4.
- mit Eckart Klein und Daniel Thürer: Der Verfassungsstaat als Glied einer europäischen Gemeinschaft (= Veröffentlichung der Vereinigung der Deutschen Staatsrechtslehrer, Bd. 50). De Gruyter, Berlin 1991, ISBN 3-11-012944-2.
- Die Europäische Union im Lichte der Entscheidung des Bundesverfassungsgerichts (= Zentrum für Europäisches Wirtschaftsrecht / Vorträge und Berichte, Bd. 14). Bonn 1994.
- Das Grundgesetz auf dem Weg zur Europäischen Einheit. In: Klaus Letzgus (Hrsg.): Für Recht und Staat. Festschrift für Herbert Helmrich zum 60. Geburtstag. Beck, München 1994, S. 427–435, ISBN 3-406-38031-X.
- Historic influences of American constitutionalism upon German constitutional development. Federalism and judicial review. In: Jonathan I. Charney (Hrsg.): Politics, values, and functions. International law in the 21st century; essays in honor of Louis Henkin. Nijhoff, The Hague 1997, S. 177–194, ISBN 90-411-0514-X.

## Festschrift für Steinberger
- Hans-Joachim Cremer (Hrsg.): Tradition und Weltoffenheit des Rechts : Festschrift für Helmut Steinberger, herausgegeben am Max-Planck-Institut für Ausländisches Öffentliches Recht und Völkerrecht (Heidelberg), Berlin : Springer 2002, ISBN 3-540-42954-9 (enthält auch eine Bibliographie der Schriften Steinbergers)